# Vörthegy
Vörthegy (németül: Wörterberg) község Ausztriában Burgenland tartományban a Németújvári járásban,

## Fekvése
Németújvártól 29 km-re északnyugatra a Lapincs bal partján, a régi magyar határ mellett fekszik.

## Története
Területén már a rómaiak is folytattak szőlőművelést és bortermelést. Ezt bizonyítja a 2003-ban itt talált és egyedülállóan nagyobb részben épen megmaradt római császárkori fahordó maradványa. 2005-ben pedig egy korabeli vaskohó maradványai kerültek elő. Az első német telepesek még Nagy Károly seregeinek nyomában érkeztek a Lapincs völgyébe. Vörthegy a 13. században keletkezett a szomszédos stájerországi Vört (ma Wörth an der Lafnitz) hegyi településeként. Itt, a falutól keletre emelkedő hegyen álltak wörthiek pincéi, szőlőskertjei, gyümölcsösei. A vörti lakosok a 17. század végén és a 18. század elején települtek ki nagyobb számban a mai Vörthegy területére és a pincéket lakóházakká építették át. Mint a Lapincs bal partján fekvő település Magyarországhoz tartozott. Története folyamán birtokosai a Széchenyi, Kottulinsky és 1524-től Batthyány családok voltak. Németújvár várának uradalmához tartozott. 1898-ban hivatalos magyar nevét Vörthegyben állapították meg.
Vas vármegye monográfiája szerint „Vörthegy stájer határszéli község, a Lapincs mellett, 115 házzal és 664 r. kath., németajkú lakossal. Postája Stinácz, távírója Szent-Elek. Birtokos herczeg Batthyány Fülöp.”
1910-ben 612, túlnyomórészt német lakosa volt. Az első világháborúban 23 itteni lakos vesztette életét. A trianoni békeszerződésig Vas vármegye Németújvári járásához tartozott. 1921-ben Ausztria Burgenland tartományának része lett. Mivel a Lapincs megszűnt államhatár lenni, felélénkült a kapcsolat Vörthegy és egykori anyatelepülése között. A második világháborúban 26 helyi férfi lakos esett el és további 16 eltűnt. 1971-ben a települést Barátfalvához csatolták, 1991-óta ismét önálló község. Vörthegyen 1993-óta egyosztályos népiskola és óvoda is működik. Ezenkívül egy többfunkciós közösségi háza, sportpályája és játszótere van. A településen önkéntes tűzoltóegylet és népi zenei együttes működik.

## Nevezetességei
- Római katolikus temploma 1978-ban épült, korábban az 1908-ban épített kápolnában tartották az istentiszteleteket.
- Nevezetessége a 15 m magas kilátótorony, melyről a Lapincs völgyére nyílik szép kilátás.

## Külső hivatkozások
- Hivatalos oldal
- Vörthegy a dél-burgenlandi települések honlapján
- Geomix.at Archiválva 2011. január 28-i dátummal a Wayback Machine-ben
- Vörthegy az Osztrák Statisztikai Hivatal honlapján